# حبل مقود

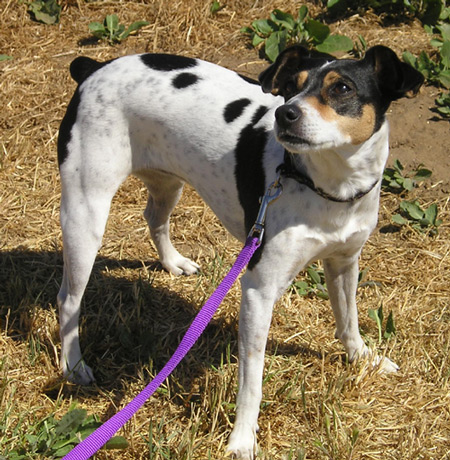
حبل مقود مُتصل بكلب.

الحبل المقود أو الأُرْبَة هو حبل طويل أو ما شابه ذلك يُوصل بعنق الحيوانات، كالكلاب أو القرود أو الخيول أو أي أنواع من الحيوانات، وعادةً يُربط بجزء مُتعلق بعنق أو رأس الحيوان مثل الطوق أو اللجام أو الرسن، والبعض يُفضل أن يقوم بربط الحبل مُباشرة حول العنق من غير أي وسيلة أخرى، وتُستخدم للتحكم بمسير الحيوان أو للسيطرة عليه أو الترويض. وتوجد أنواع مُختلفة من الحبال بأشكال وألوان مُتعددة. بعض البلدان تًسِنُ قانوناً يُلزم الشخص بربط حبل مقود لحيوانه الخاص مثل الكلاب والقطط في الأماكن العامة، وذلك بسبب عدم إثارة الذعر والفوضى بين الناس أو عرقلة حركة المرور.

## التسمية
الأُرْبَة هي قلادة الكلب التي يُقاد بها وكذلك الدابة (لسان العرب).